# 罗克特斯
罗克特斯，是西班牙加泰罗尼亚塔拉戈纳省的一个市镇。总面积137平方公里，总人口6650人（2001年），人口密度49人/平方公里。